# Бероліна
Бероліна (лат. Berolina) — пізньолатинський еквівалент назви міста Берлін. Бероліною також називали жіночу скульптуру, що символізувала це місто. Найвідомішим зображенням Бероліни є статуя, що колись прикрашала берлінську площу Александерплац.

## Статуї Бероліни

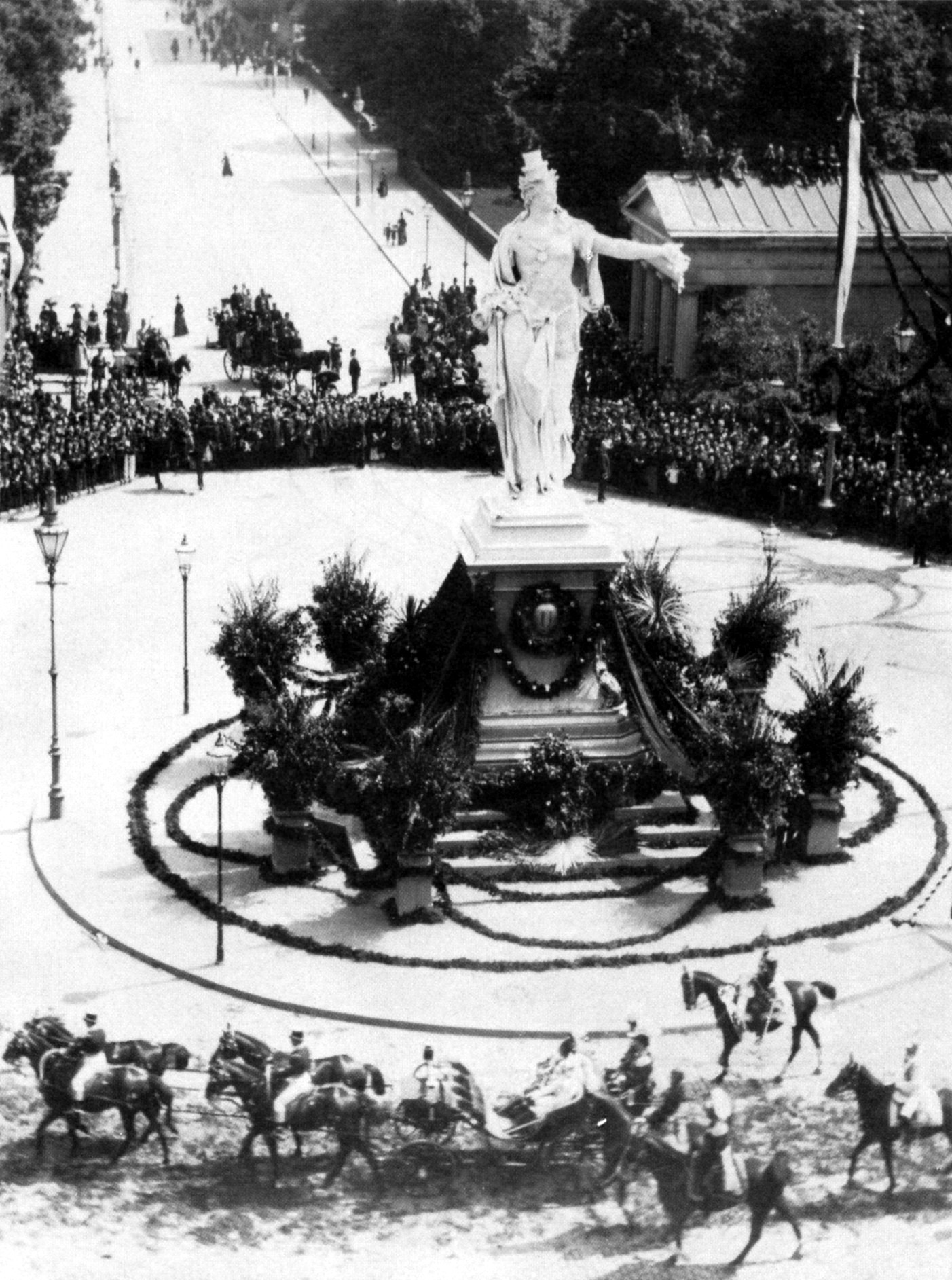
Гіпсова Бероліна. 1889

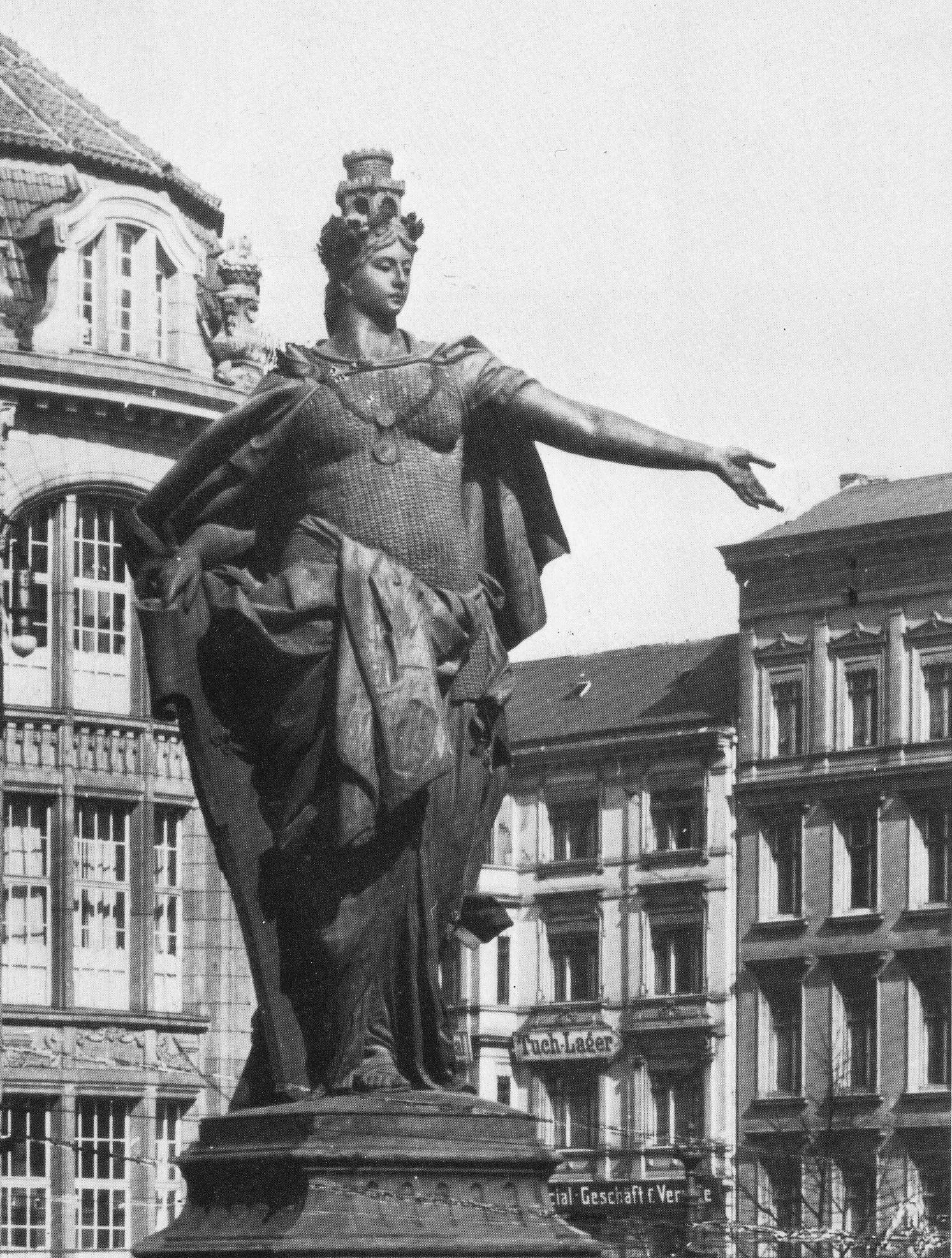
Статуя Бероліни на Александерплац. Бл. 1900. Для скульптури позувала Анна Фелльгібель, модель Адольфа Менцеля, Гуго Фогеля та Райнгольда Бегаса

Еміль Гундрізер придумав встановити гіпсову статую Бероліни як святкову прикрасу  Потсдамської площі Берліна з нагоди візиту короля Італії  Умберто в 1889. Статуя заввишки 7,55 м являла собою жінку у вінку з листя дуба. Прототипом для статуї послужила дочка берлінського шевця Анна Зассе, зображена на одній з картин в  Червоної ратуші.
Пізніше скульптура Гундрізера була виконана в  міді і встановлена на Александерплац. В 1944 вона була знесена і ймовірно відправлена на переплавку.
Для відновлення статуї Бероліни на Александерплац в 2000 рік був створений фонд підтримки «Wiedererstellung und Pflege der Berolina e.V.».
Однак перша Бероліна на берлінській площі з'явилася раніше, в 1871. Кайзер  Вільгельм I наказав встановити 11-метрову Бероліну на площі Белль-Альянс-Плац (зараз Мерінгплац) з нагоди вступу в місто військ, що перемогли у  франко-прусській війні.
Назву «Бероліна» носять багато берлінських компаній, а в минулому під цим ім'ям в ефір виходило багато радіо- і телепередач. «Бероліна» і зараз позивний радіоцентралі берлінської поліції.
На Александерплац знаходиться також будівля, що носить ім'я Бероліни — Berolina-Haus.